# 图维尔-叙蓬托德梅尔
图维尔-叙蓬托德梅尔（法語：Tourville-sur-Pont-Audemer，法語發音：[tuʁvil syʁ pɔ̃.t‿odmɛʁ]）是法国厄尔省的一个市镇，属于贝尔奈区。

## 地名
与通常在法语地名中表示“在……河畔”之意的“sur”不同，该地名Tourville-sur-Pont-Audemer中的“sur”意为“在……上方”，表示名为图维尔（Tourville）的该地与蓬托德梅尔（Pont-Audemer）的位置关系，并以“蓬托德梅尔上方的图维尔”之名区分其他的“图维尔”，且事实上也并无“蓬托德梅尔河”存在。

## 地理
图维尔-叙蓬托德梅尔（49°19'53"N, 0°30'30"E）面积10.8 平方千米，位于法国诺曼底大区厄尔省，该省份为法国北部内陆省份，北起滨海塞纳省，西接奧恩省和卡爾瓦多斯省，南至厄尔-卢瓦省，东临瓦兹省、瓦兹河谷省和伊夫林省。
与图维尔-叙蓬托德梅尔接壤的市镇（或旧市镇、城区）包括：莱普雷欧、蓬托德梅尔、康皮尼、圣西梅翁、塞勒。
图维尔-叙蓬托德梅尔的时区为UTC+01:00、UTC+02:00（夏令时）。

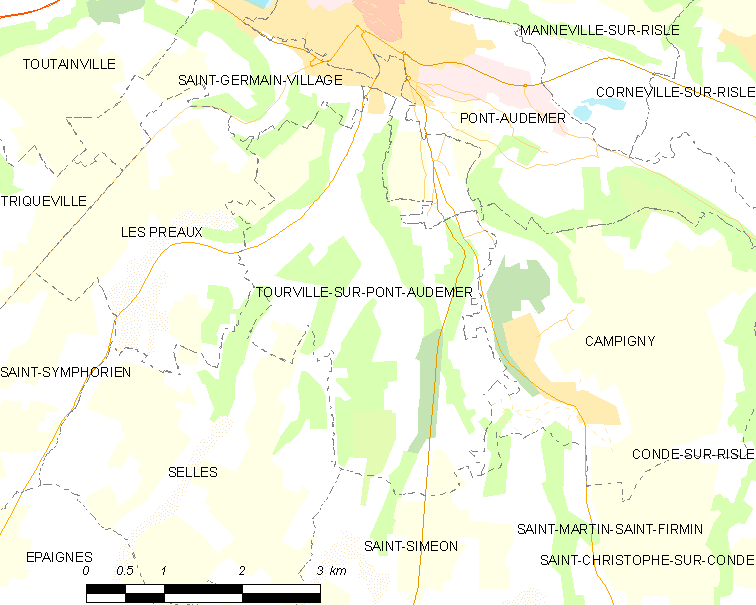
图维尔-叙蓬托德梅尔的OSM定位图

## 行政
图维尔-叙蓬托德梅尔的邮政编码为27500，INSEE市镇编码为27655。

## 政治
图维尔-叙蓬托德梅尔所属的省级选区为蓬托德梅尔县。

## 人口

1962-2008年间图维尔-叙蓬托德梅尔人口变化图示

图维尔-叙蓬托德梅尔于2022年1月1日时的人口数量为722人。